# Alek Jacob
Alek Scott Jacob (Spokane, 16 giugno 1998) è un giocatore di baseball statunitense, di ruolo lanciatore, che gioca per i San Diego Padres (MLB).
Con gli stessi Padres ha debuttato in MLB nel 2023.